# Sběrač kapalného chladiva
Sběrač kapalného chladiva je tlaková láhev umístěná pevně do chladicího okruhu. Má vstup a výstup. Na výstupu se nachází rohový ventil, aby se při servisu chladicího zařízení vešla celá náplň chladiva. Při chodu chladicího zařízení má sběrač funkci rezervoáru kapalného chladiva.
Sběrač kapalného chladiva v chladicím okruhu se nalézá za kondenzátorem, kde začíná být chladivo kapalné. Za sběračem se pak nachází filtrdehydrátor a poté expanzní prvek.
Sběrač kapalného chladiva najdeme pouze u okruhů s expanzním ventilem, tudíž u tzv. velkého chlazení, což je např.: chladicí box, mrazicí box, klimatizace.